# AN/FSQ-32
AN/FSQ-32 était un ordinateur construit par IBM (International Business Machines) en 1960 et 1961 pour le Strategic Air Command (SAC). IBM l'appela « 4020 ». Un seul Q-32 a été construit.